# Mythomantis gracilis
Mythomantis gracilis är en bönsyrseart som beskrevs av Werner 1922. Mythomantis gracilis ingår i släktet Mythomantis och familjen Mantidae. Inga underarter finns listade i Catalogue of Life.